# 1991 en philosophie
Chronologie de la philosophie
- 1987
- 1988
- 1989
- 1990
- 1991
- 1992
- 1993
- 1994
- 1995

L’année 1991 a été marquée, en philosophie, par les événements suivants :

## Publications
- Johan Degenaar : The Myth of a South African Nation. IDASA Occasional Papers 40: 1-20.

### Rééditions
- Jean de Silhon : Les Deux véritez de Silhon : l'une de Dieu et de sa providence, l'autre de l'immortalité de l'âme (1626).